# Fra Bartolommeo
Fra Bartolommeo of Fra Bartolomeo (Florence, 22 augustus 1473 - aldaar, 31 oktober 1517), die voor zijn kloostergelofte bekend stond als Baccio della Porta, was een Italiaanse kunstschilder van de hoogrenaissance.

## Biografie
Fra Bartolommeo werd op 22 oktober 1473 in Florence geboren als Bartolomeo-Domenico en op dezelfde dag gedoopt in de Duomo. Zijn vader, Paolo di Jacopo of Paolo del Fattorino, was een muilezeldrijver en afkomstig uit een Genuese familie. Bartolommeo had een jongere tweelingbroer die evenals hun Florentijnse moeder, Bartolomea Cintonchi, kort na de geboorte overleed. Zijn vader hertrouwde in 1476 en een jaar later werd Bartolommeo's halfbroer Piero geboren. Zijn vader overleed in 1487.
Bartolommeo's ouderlijk huis bevond zich bij de Porta San Per Gattolino (de huidige Porta Romana) en hij stond daarom bekend als Baccio della Porta. Rond 1483-1484 werd hij op voorspraak van de beeldhouwer Benedetto da Maiano leerling van Cosimo Rosselli, die kort ervoor had gewerkt aan muurschilderingen in de Sixtijnse Kapel met assistentie van onder anderen Piero di Cosimo. Na de afronding van zijn leerperiode begon Bartolommeo in 1490 of 1491 met zijn medeleerling Mariotto Albertinelli een gezamenlijk atelier in zijn huis bij de stadspoort. Ze produceerden in deze tijd Madonna's en andere religieuze werken in een stijl die was beïnvloed door schilders als Piero di Cosimo, Domenico Ghirlandaio, Hans Memling en later ook Leonardo da Vinci, de prenten van Albrecht Dürer en het werk van Perugino (de leermeester van Rafaël), die vanaf 1494 ook in Florence actief was. In de jaren 1493-1494 kwam er tijdelijk een einde aan de samenwerking. In deze periode werd Baccio een volgeling van de dominicaner monnik Girolamo Savonarola, terwijl Albertinelli in de kringen van de Medici - de rivalen van Savonarola - verkeerde. Kort na de verbanning van de Medici uit Florence op 9 november 1494 hervatten de beide schilders hun samenwerking of compagnia.  Een belangrijk werk uit deze tijd is De annunciatie, gedateerd 1497, voor de kathedraal van Volterra.
Gesteund door de partij van Savonarola werd in 1495 besloten van Florence een republiek naar Venetiaans model te maken. Hiertoe werd als volksvertegenwoordiging de Gran Consiglio of Grote Raad opgericht, waarvoor een nieuwe vergaderzaal werd gebouwd achter het Palazzo della Signoria. Bartolommeo bleef een trouwe volgeling van Savonarola en toen eind 1497 en begin 1498 diens aanhangers brandstapels oprichtten voor onder meer goddeloze boeken en zondige kunstwerken, gooide hij volgens Vasari zijn eigen tekeningen met naaktstudies op het vuur. In 1498 groeide het verzet tegen Savonarola, wat ten slotte leidde tot de bestorming van het dominicaner San Marcoklooster, waar Bartolommeo zich onder de verdedigers bevond. Savonarola werd gevangengenomen en op 23 mei geëxecuteerd op de brandstapel op de Piazza della Signoria. In dit jaar of kort erna schilderde Bartolommeo een postuum portret van Savonarola, rond 1508 gevolgd door een tweede portret van de monnik, ditmaal in de gedaante van Petrus de Martelaar.
Op 26 juli 1500 trad Baccio toe tot de dominicaner orde, waar hij de naam Fra Bartolommeo kreeg. Hij verbleef eerst in het dominicaner klooster in Prato en werd enige tijd later overgeplaatst naar het San Marcoklooster in Florence. Na een periode van verminderde activiteit begon hij in 1504 weer grotere werken te schilderen, waarschijnlijk op aandringen van Fra Sante Pagnini, de nieuwe prior van het klooster, die in de schilder een nieuwe Fra Angelico zag. In 1504-1507 schilderde hij een van zijn beroemdste werken, Het visioen van de heilige Bernardus, voor de familiekapel van Bernardo del Bianco. In 1504 kwam Rafaël naar Florence en deze raakte al snel bevriend met Fra Bartolommeo. De twee inspireerden elkaar en leerden ook van elkaar, zoals uit hun werk blijkt. Nadat in 1508 Leonardo da Vinci naar Milaan was vertrokken en zowel Michelangelo als Rafaël naar Rome waren geroepen voor belangrijke opdrachten in het Vaticaan, bliezen Fra Bartolommeo en Albertinelli hun gezamenlijke atelier nieuw leven in. Ze kregen prestigieuze opdrachten, onder andere van het Florentijnse stadsbestuur voor een altaarstuk in de Sala del Gran Consiglio. Eveneens in 1508 kreeg Fra Bartolommeo in Venetië de opdracht voor het altaarstuk Padre Eterno voor het dominicanenklooster in Murano. Hij werd echter niet betaald door de dominicanen en besloot het werk naar Lucca te brengen, waar het nog altijd te zien is. Hij werkte vervolgens een tijd lang in en rond Lucca. Tijdens zijn bezoek Venetië maakte hij kennis met het werk van onder anderen Giorgione, Sebastiano del Piombo en vooral de oude Giovanni Bellini. De invloeden verwerkte hij in meerdere altaarstukken die een sacra conversazione uitbeeldden. De Venetiaanse kunst leidde er ook toe dat hij voor zijn tekeningen de scherpe lijnen van pen en inkt inruilde voor krijt, die zich beter leenden voor zijn sfeervolle en verfijnde clair-obscur.
Na de terugkeer van de Medici, die in 1512 met steun van Spanje opnieuw aan de macht kwamen, droogden de opdrachten op en op 5 januari 1513 werd de samenwerking tussen Fra Bartolomeo en Albertinelli beëindigd. Later in 1513 vertrok Fra Bartolommeo naar Rome, waar hij van Fra Mariano Fetti, de pauselijke zegelbewaarder en eveneens een voormalige volgeling van Savonarola, de opdracht kreeg de apostelen Paulus en Petrus te schilderen. Waarschijnlijk vanwege zijn zwakke gezondheid keerde Fra Bartolommeo al snel terug naar Florence. Vasari vermeldde – vermoedelijk terecht – dat het schilderij van Petrus door Rafaël werd voltooid. In zijn laatste schilderijen verwerkte Fra Bartolommeo de invloeden van de Vaticaanse werken van Michelangelo en Rafaël, waaronder het plafond van de Sixtijnse Kapel, de Stanza di Eliodoro en in het bijzonder de ontwerptekeningen van Rafaël voor een nooit uitgevoerde Verrijzenis. Kort voor zijn dood maakte hij de voorbereidende schetsen voor een Maria-Tenhemelopneming en, voor de hertog Alfonso I d'Este, Het feest van Venus, twee grote werken die hij niet meer kon uitvoeren, maar die wel Titiaan inspireerden tot twee van diens beroemdste meesterwerken.
Fra Bartolommeo overleed op 31 oktober 1517 na enkele jaren te hebben getobd met een zwakke gezondheid.

## Oeuvre

### Schilderijen (selectie)

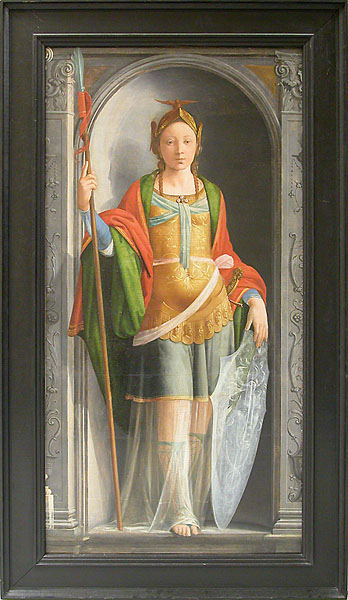
Minerva, ca. 1490-1495, Parijs, Louvre
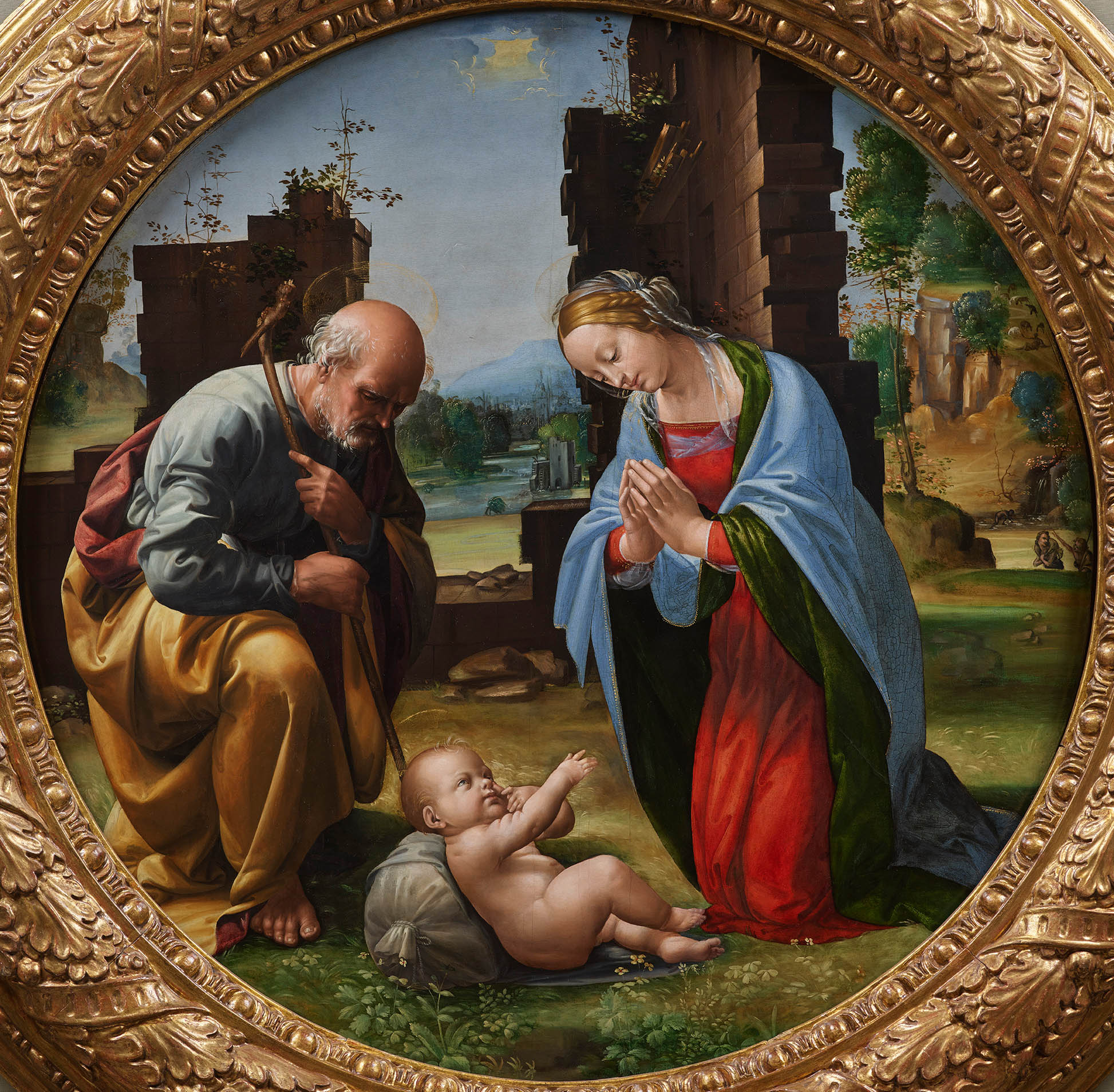
Aanbidding van het Christuskind, ca. 1495-1498, Rome, Galleria Borghese
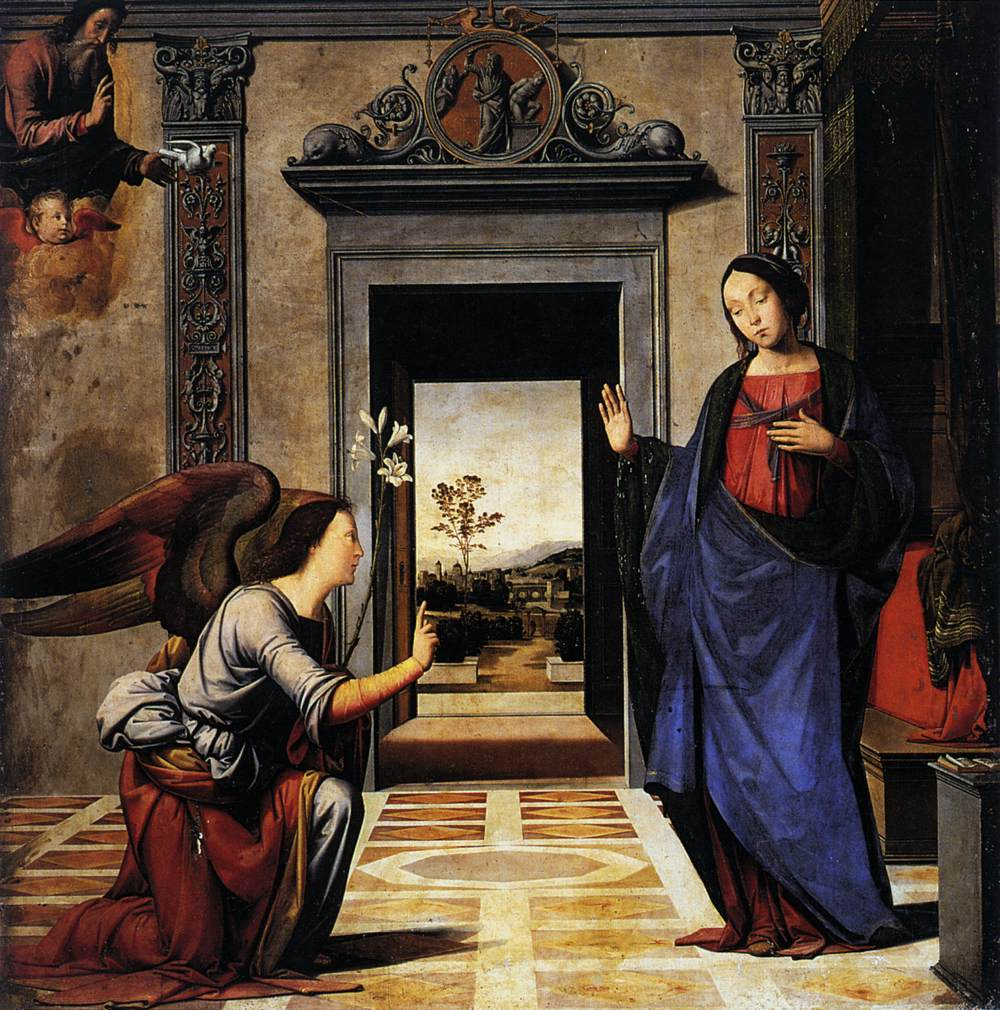
De annunciatie, 1497, Kathedraak van Volterra
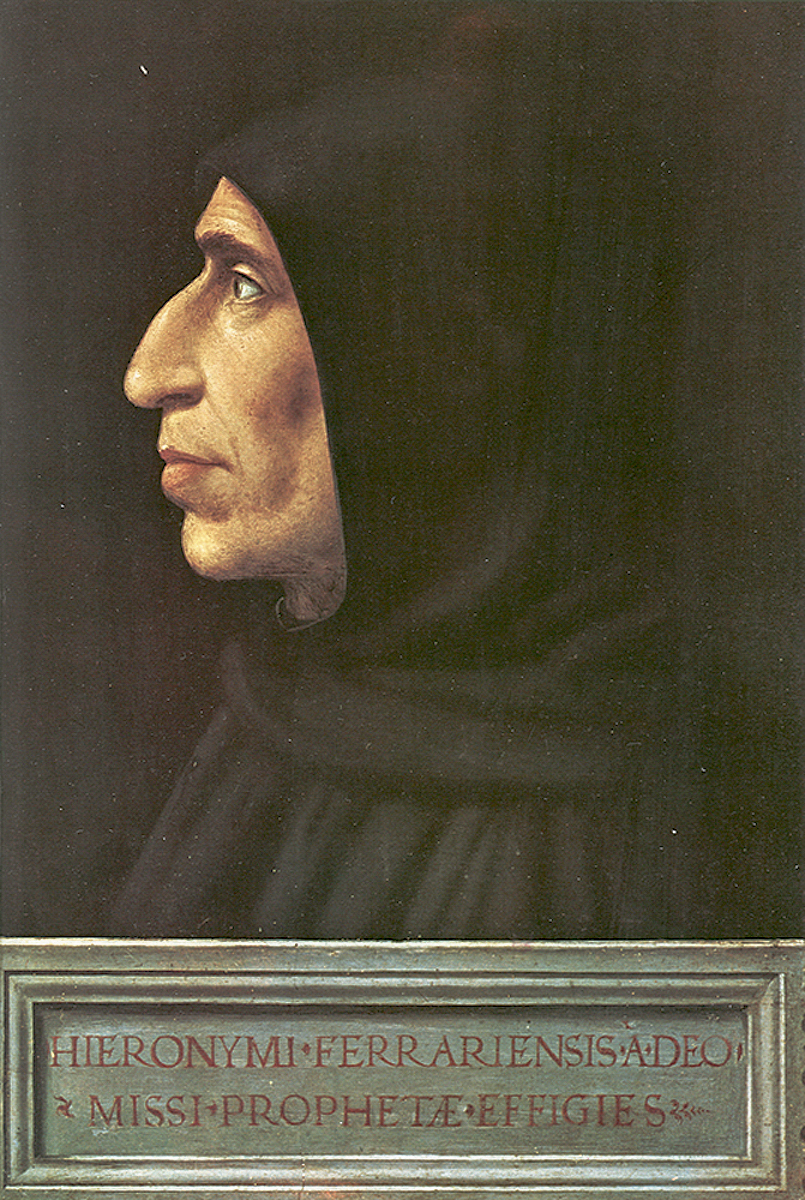
Portret van Girolamo Savonarola, ca. 1498-1500, Museo di San Marco, Florence
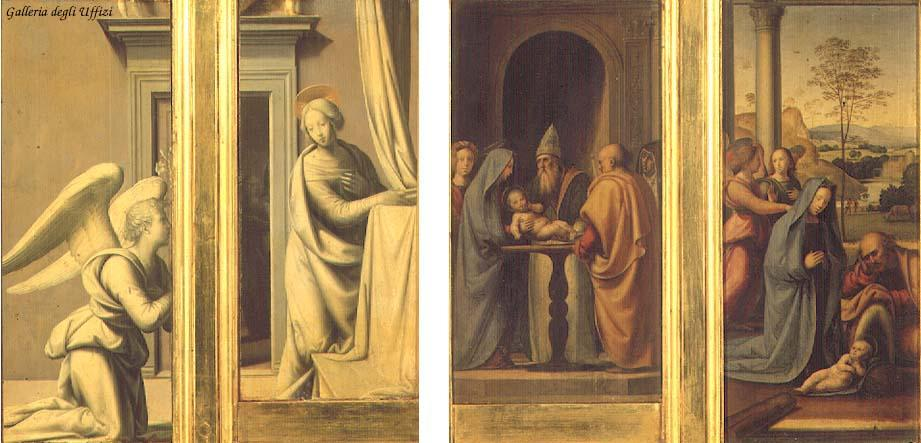
Zijluikjes van het Del Pugliese-tabernakel, ca. 1498-1499, Uffizi, Florence
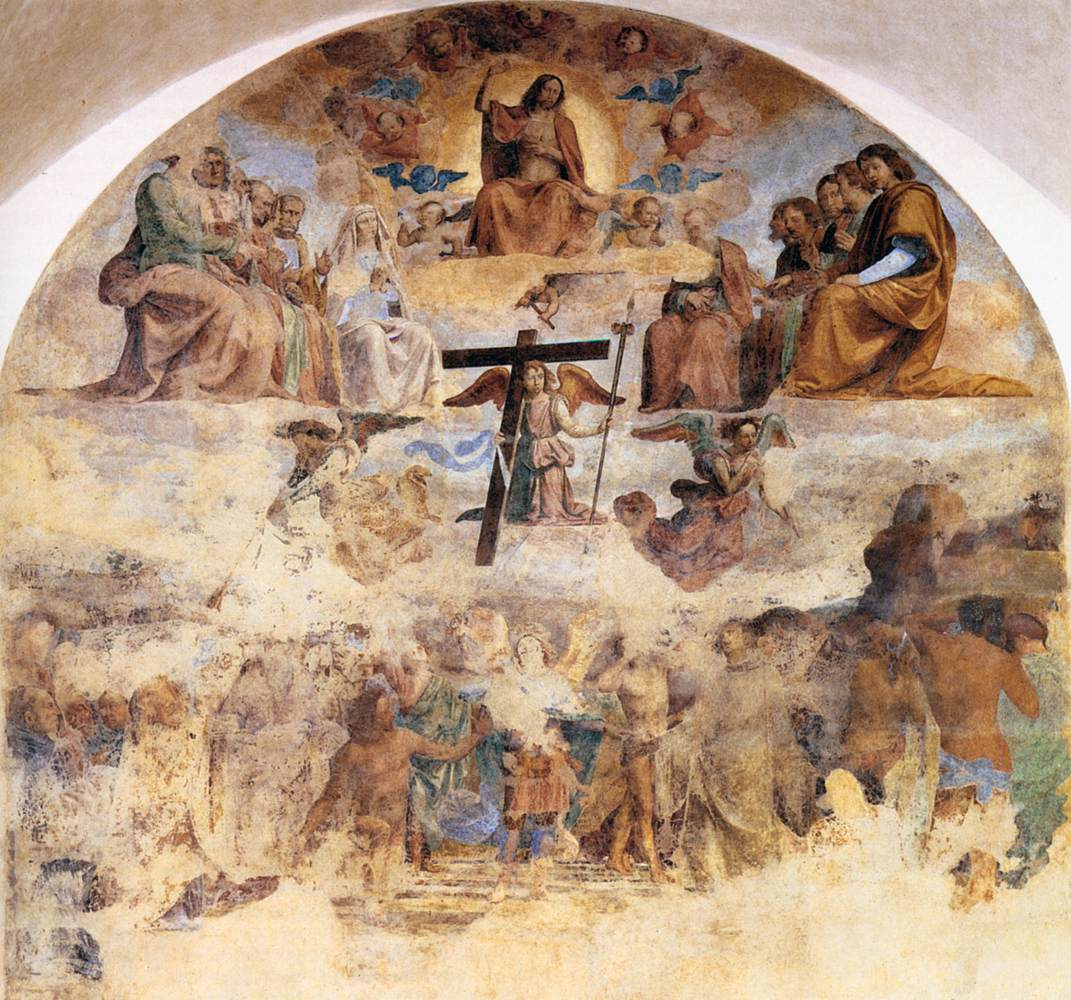
Het Laatste Oordeel, 1499-1501, fresco, Museo di San Marco, Florence
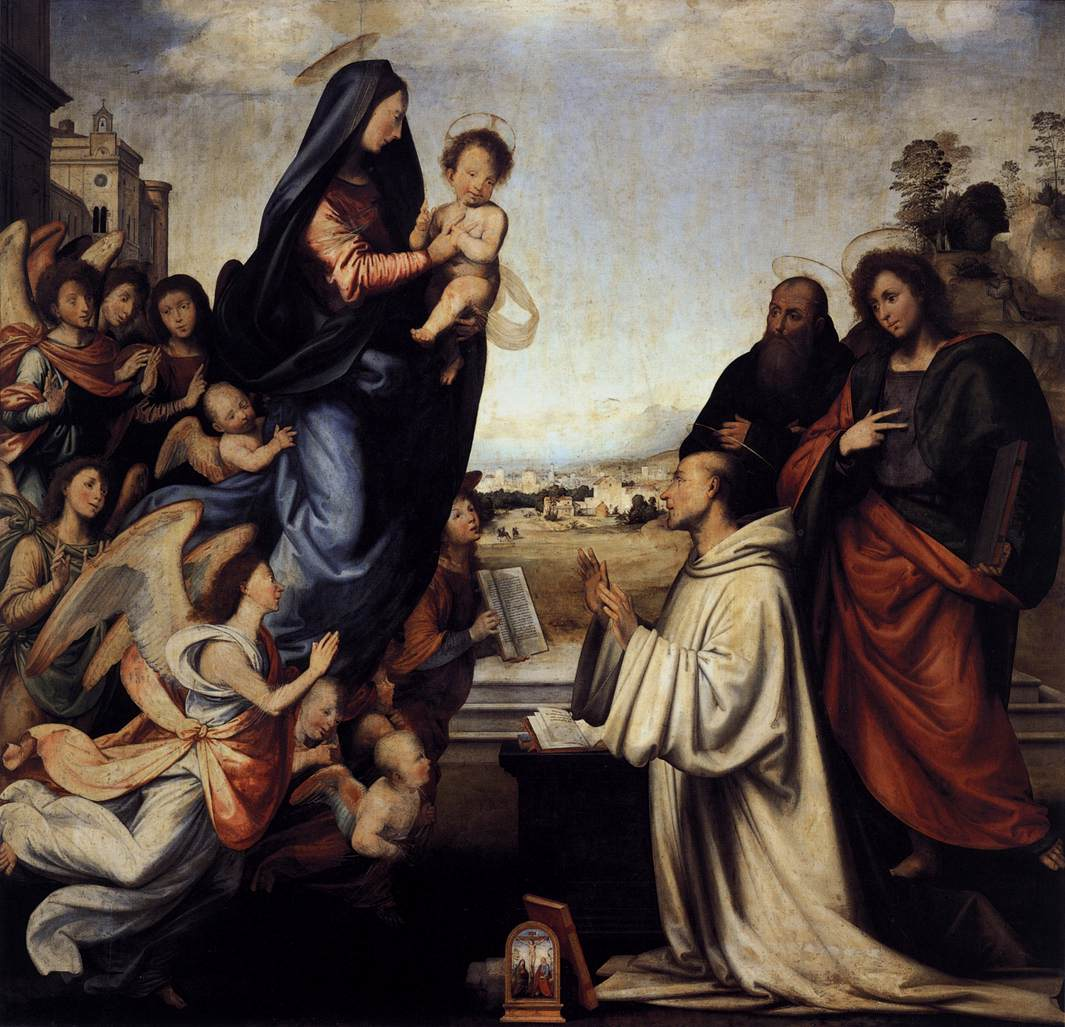
Het visioen van de heilige Bernardus, 1504-1507, Uffizi, Florence
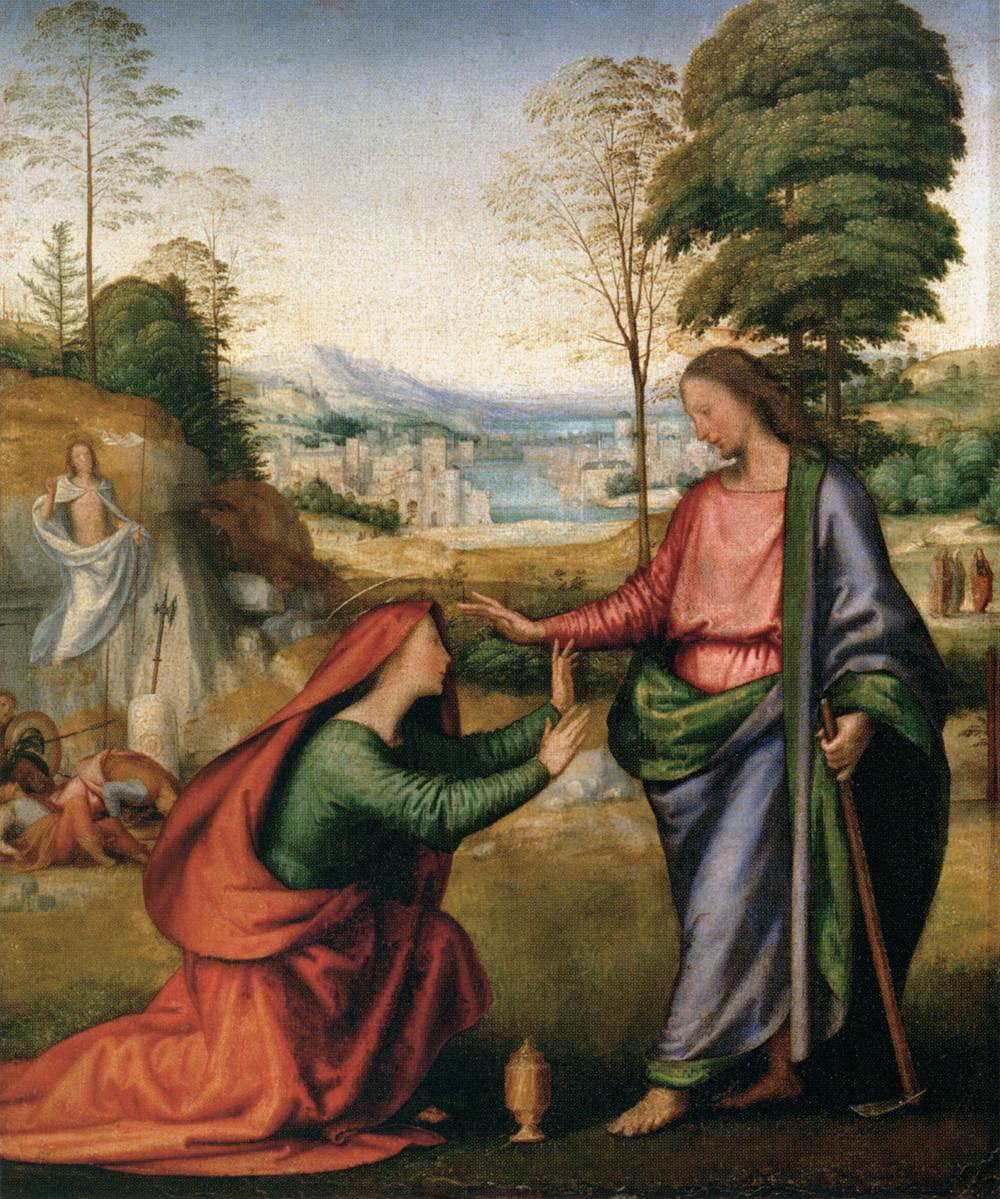
Noli me tangere, ca. 1505-1506, Louvre, Parijs
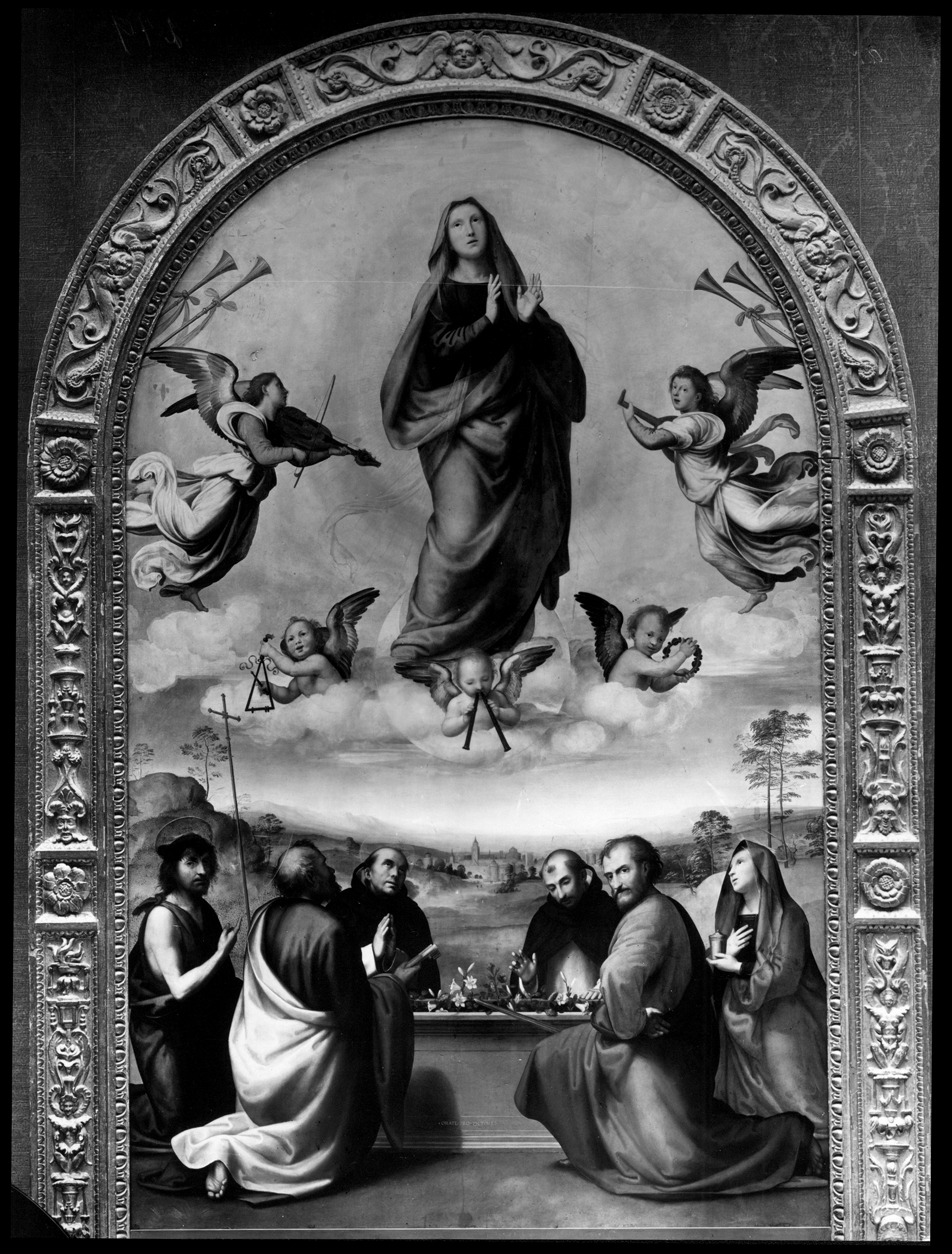
Maria-Tenhemelopneming, ca. 1508, voorheen Kaiser-Friedrich-Museum, Berlijn, verloren gegaan in 1945
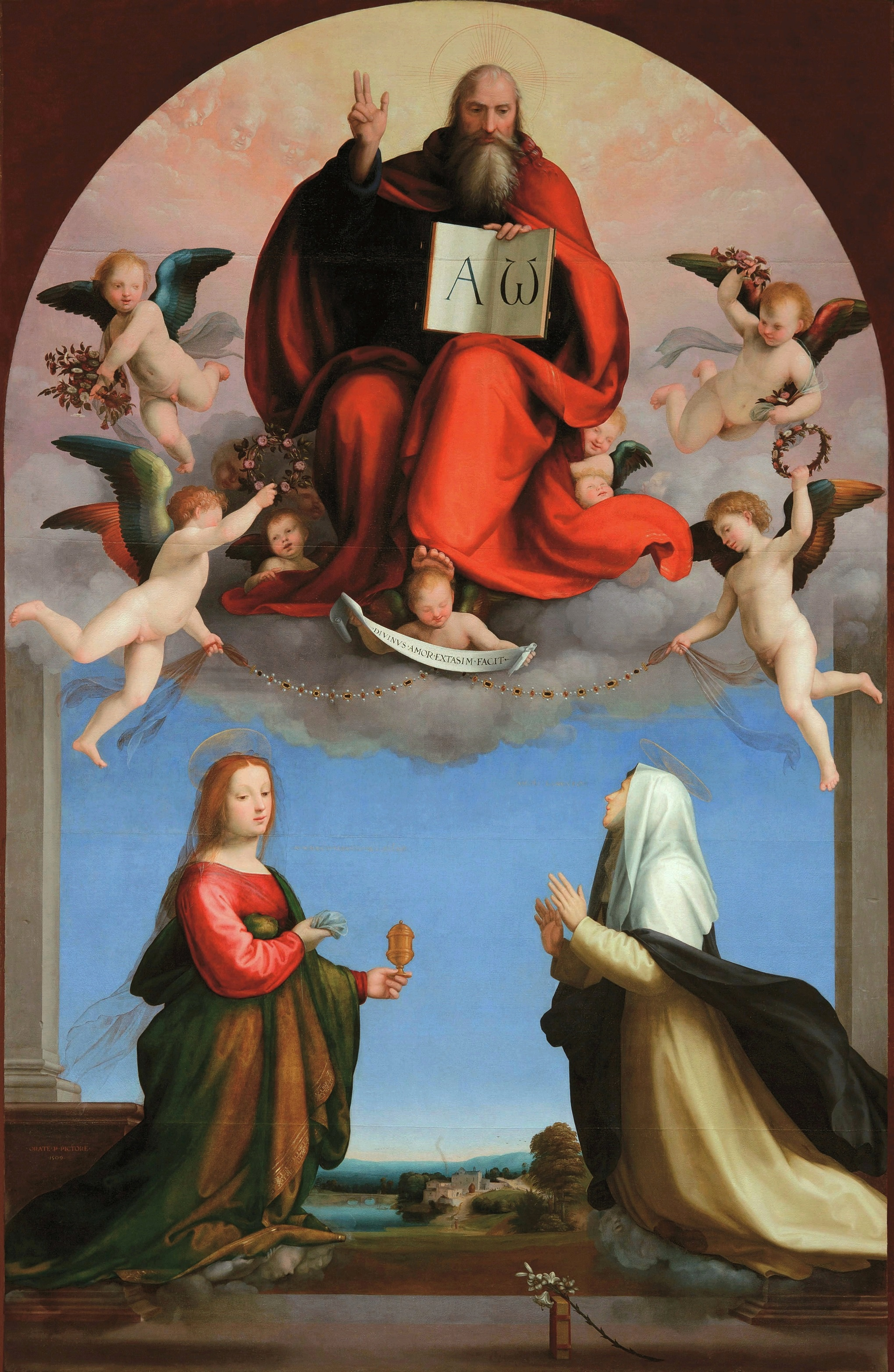
Padre Eterno, 1509, Museo nazionale di Villa Guinigi, Lucca
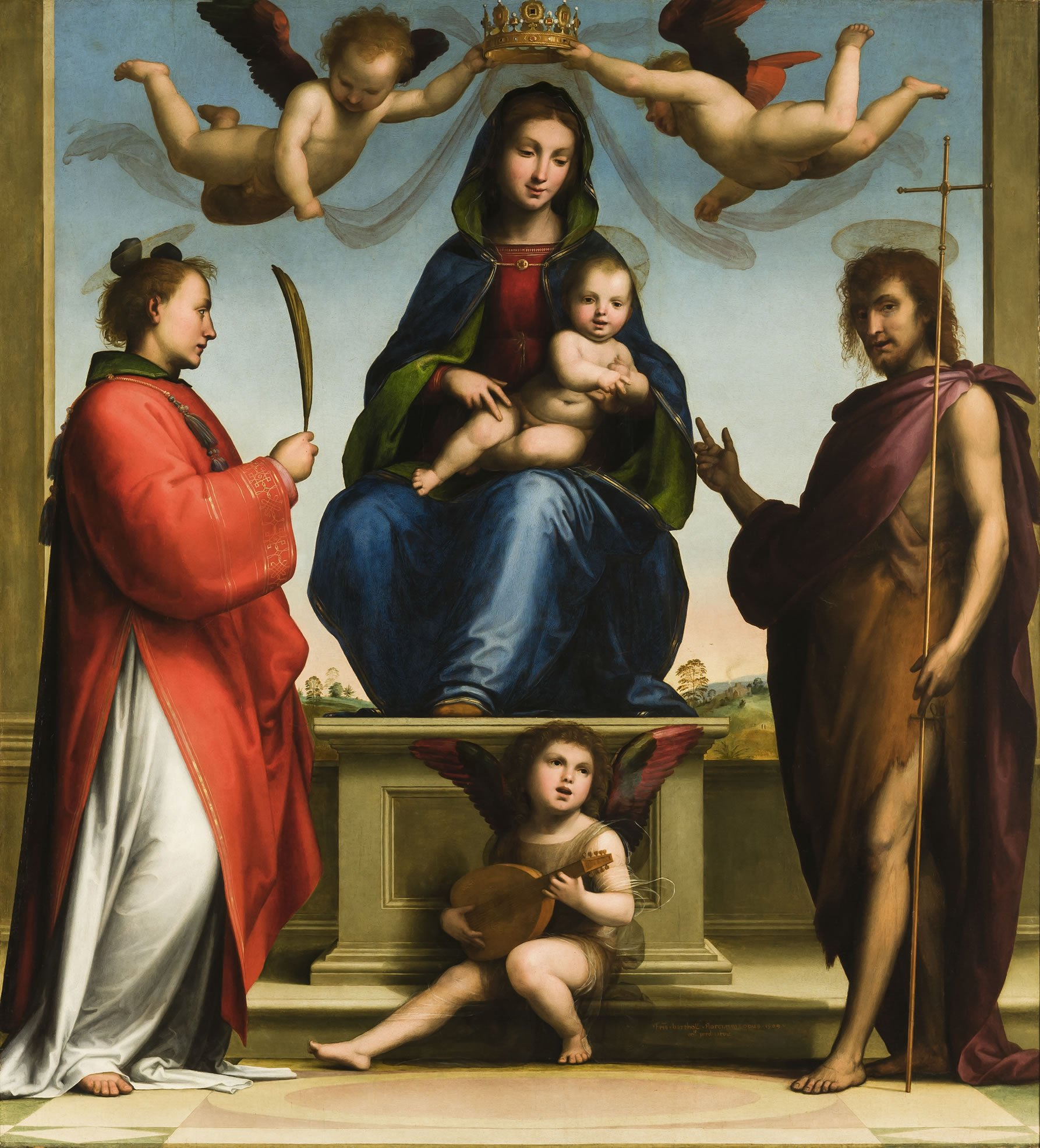
Madonna del Santuario, 1509, Kathedraal van Lucca
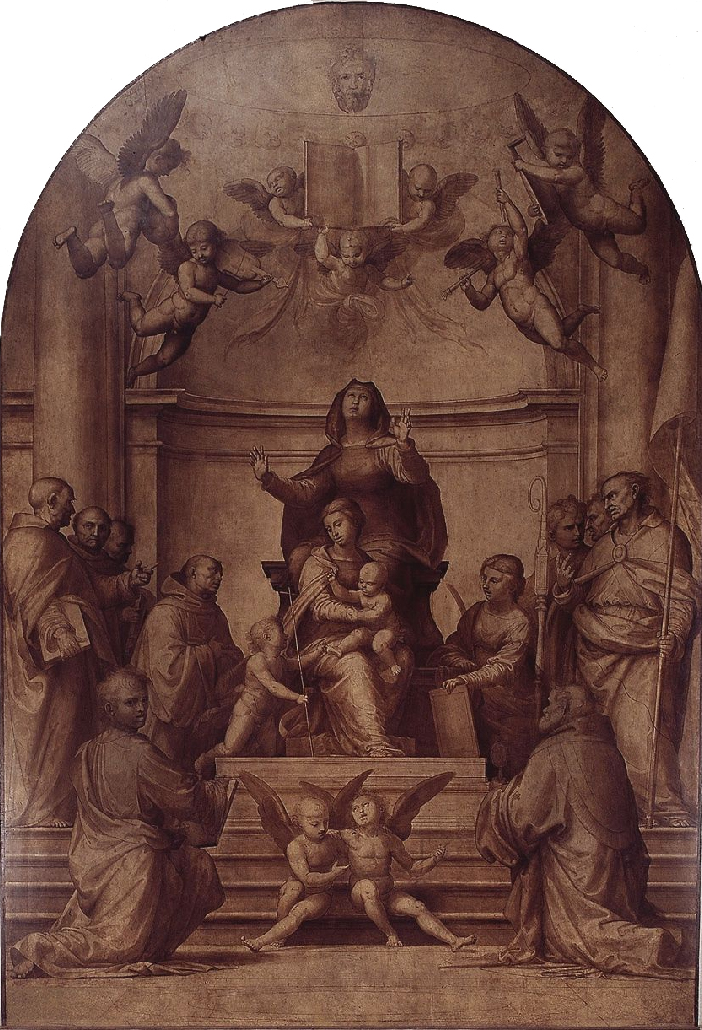
Pala del Gran Consiglio (Retabel van de Grote Raad) (onvoltooid), 1510-1513, Museo di San Marco, Florence
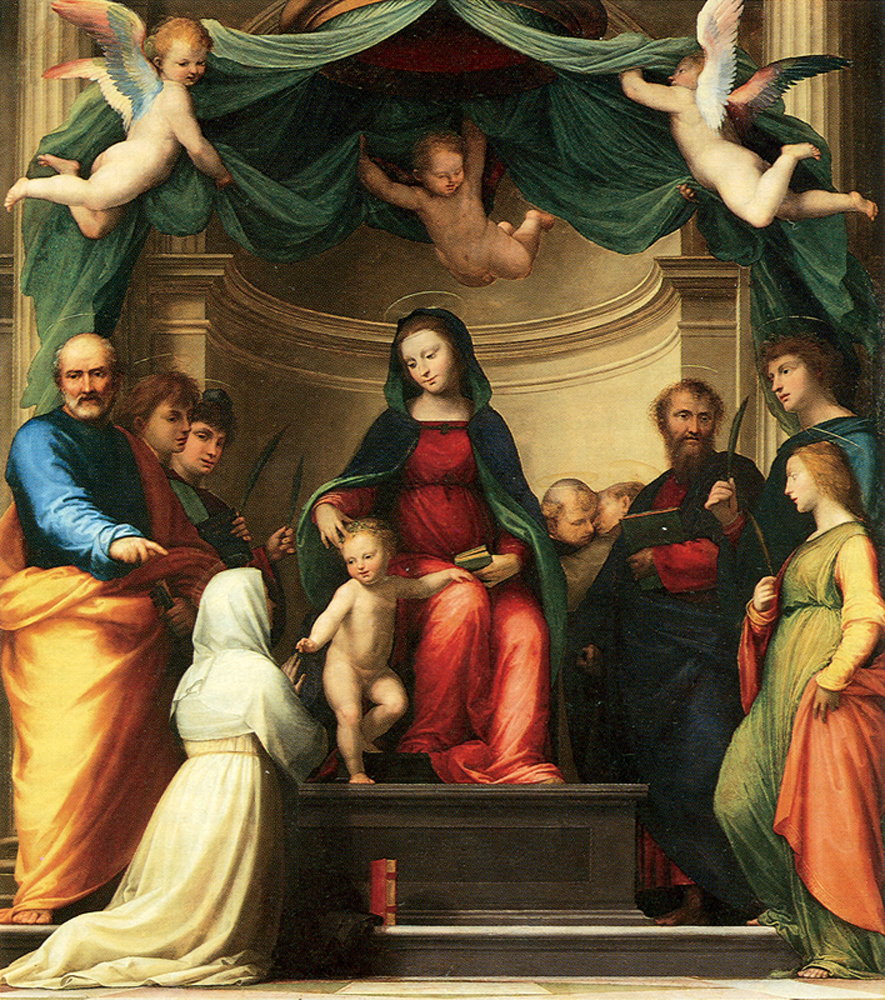
Het mystieke huwelijk van de heilige Catharina van Siena (eerste versie), 1511, Louvre, Parijs
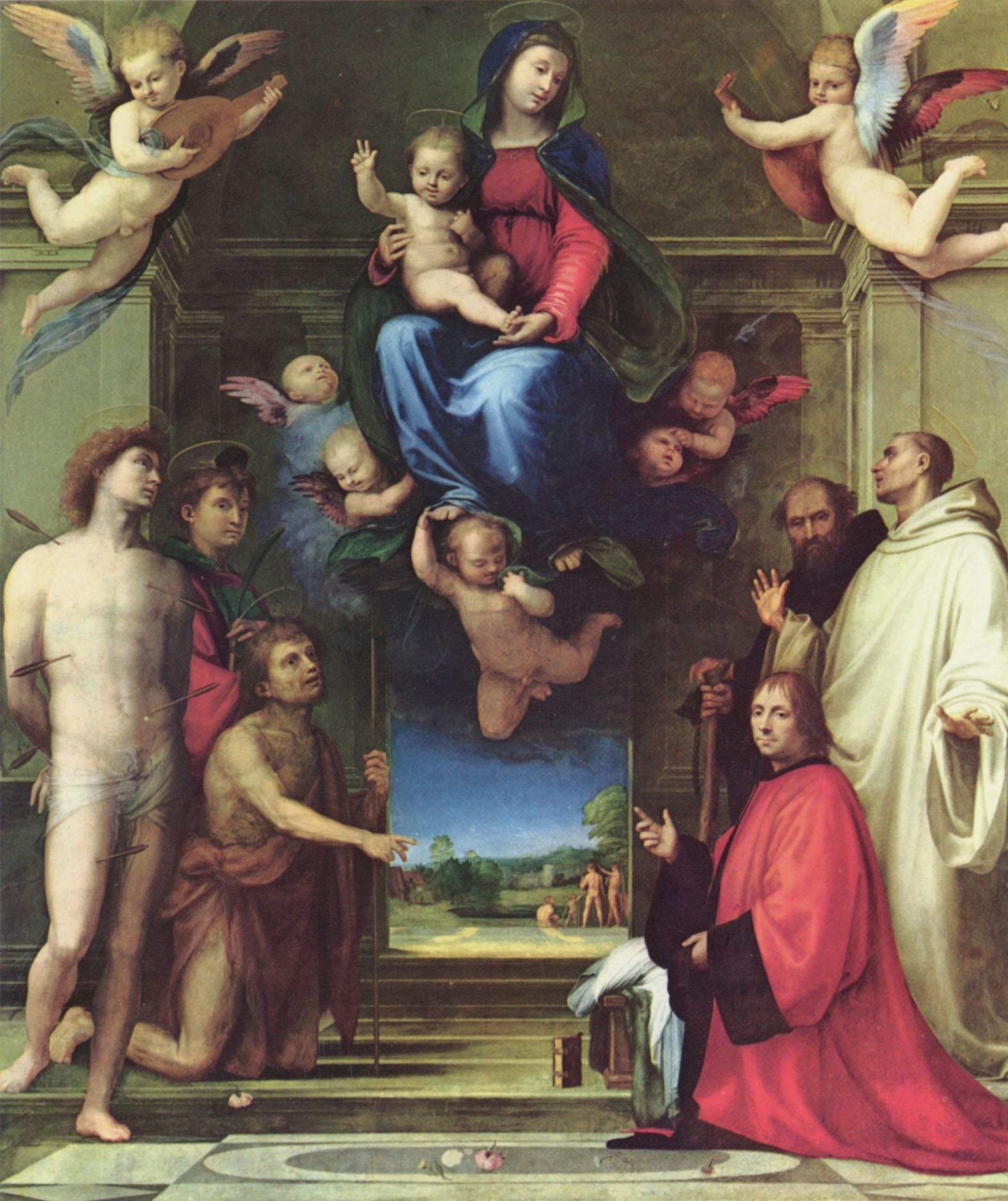
Carondelet-Madonna, 1511-1512, Kathedraal van Besançon
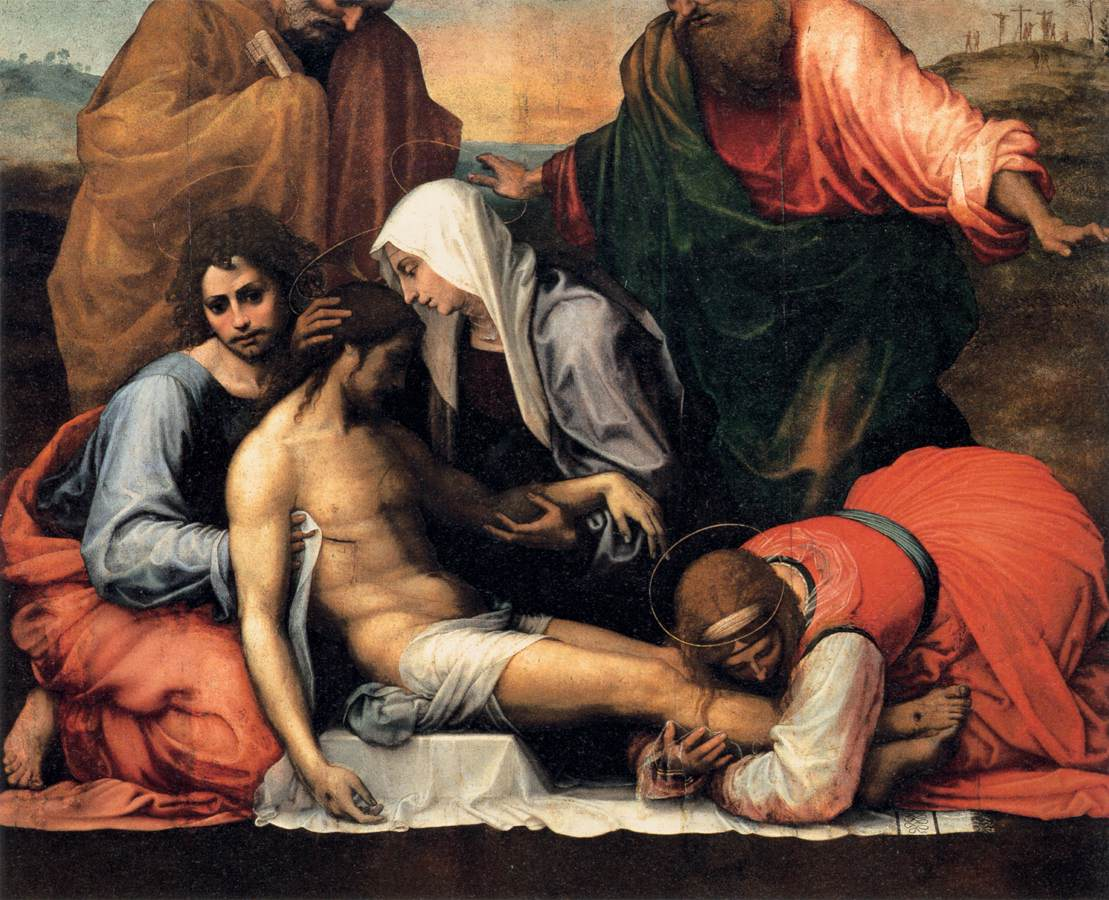
De bewening van Christus, ca. 1511-1513, Palazzo Pitti, Florence
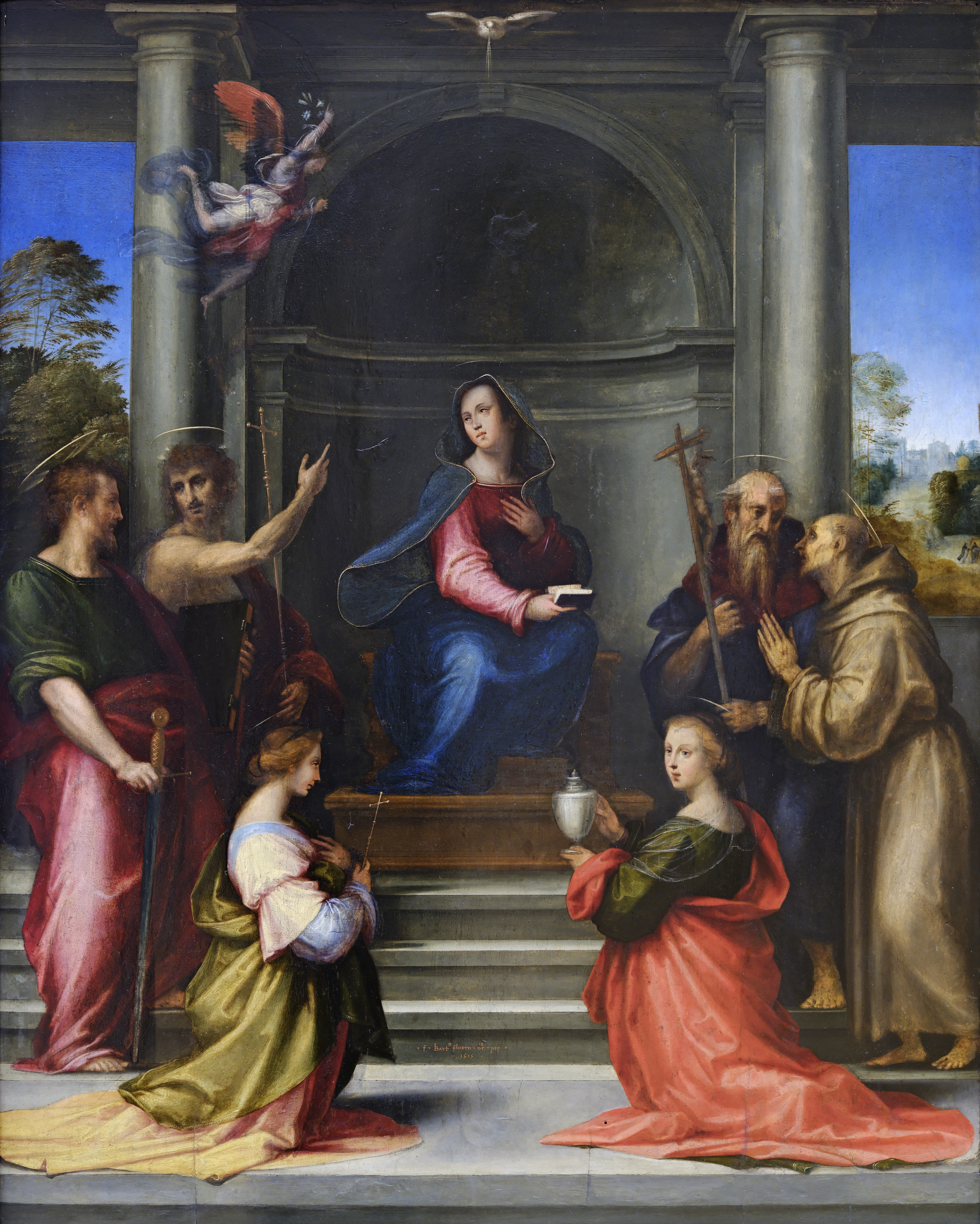
De menswording van Christus met zes heiligen, 1515, Louvre, Parijs
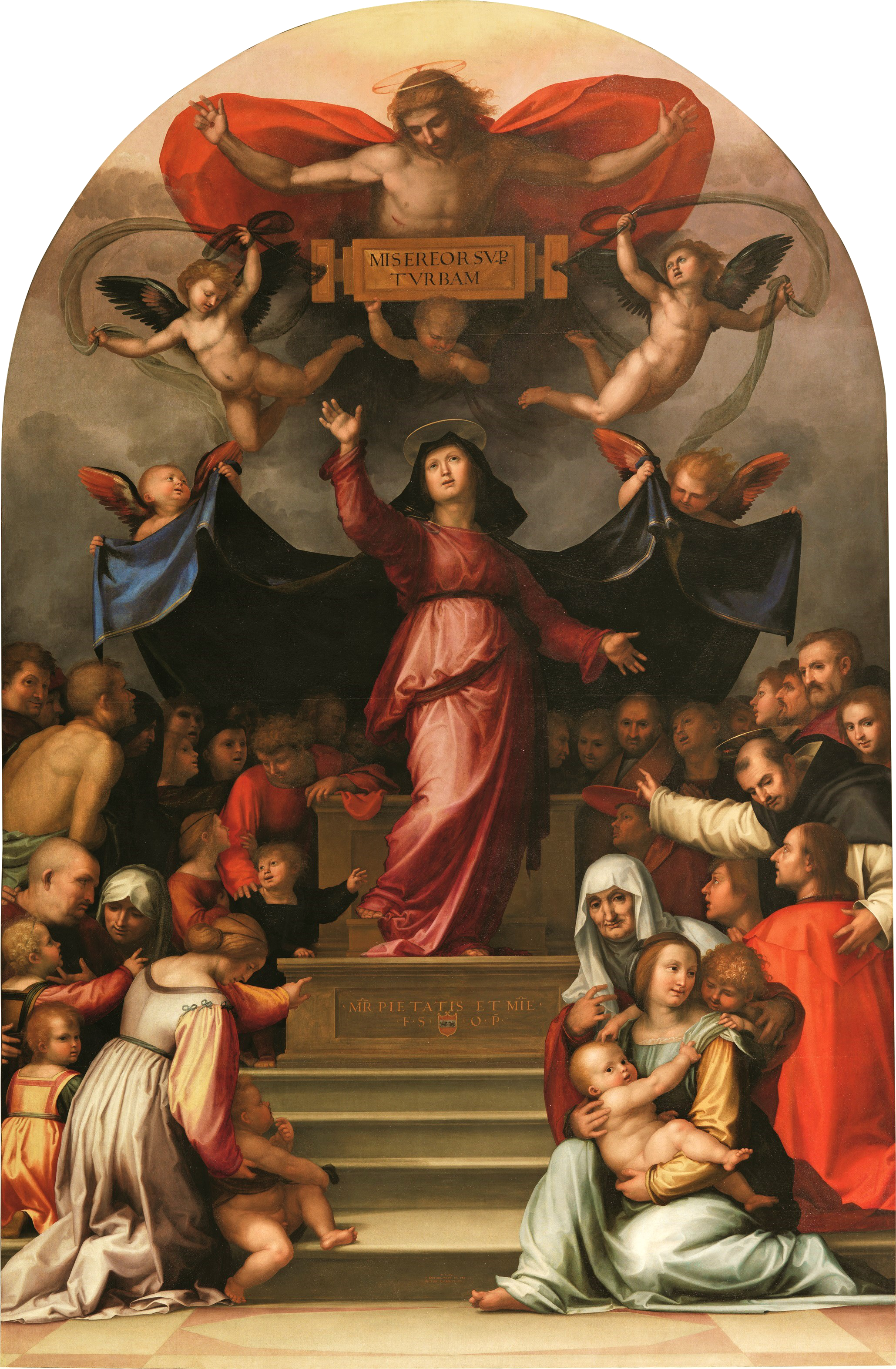
Madonna della Misericordia, 1515, Museo nazionale di Villa Guinigi, Lucca
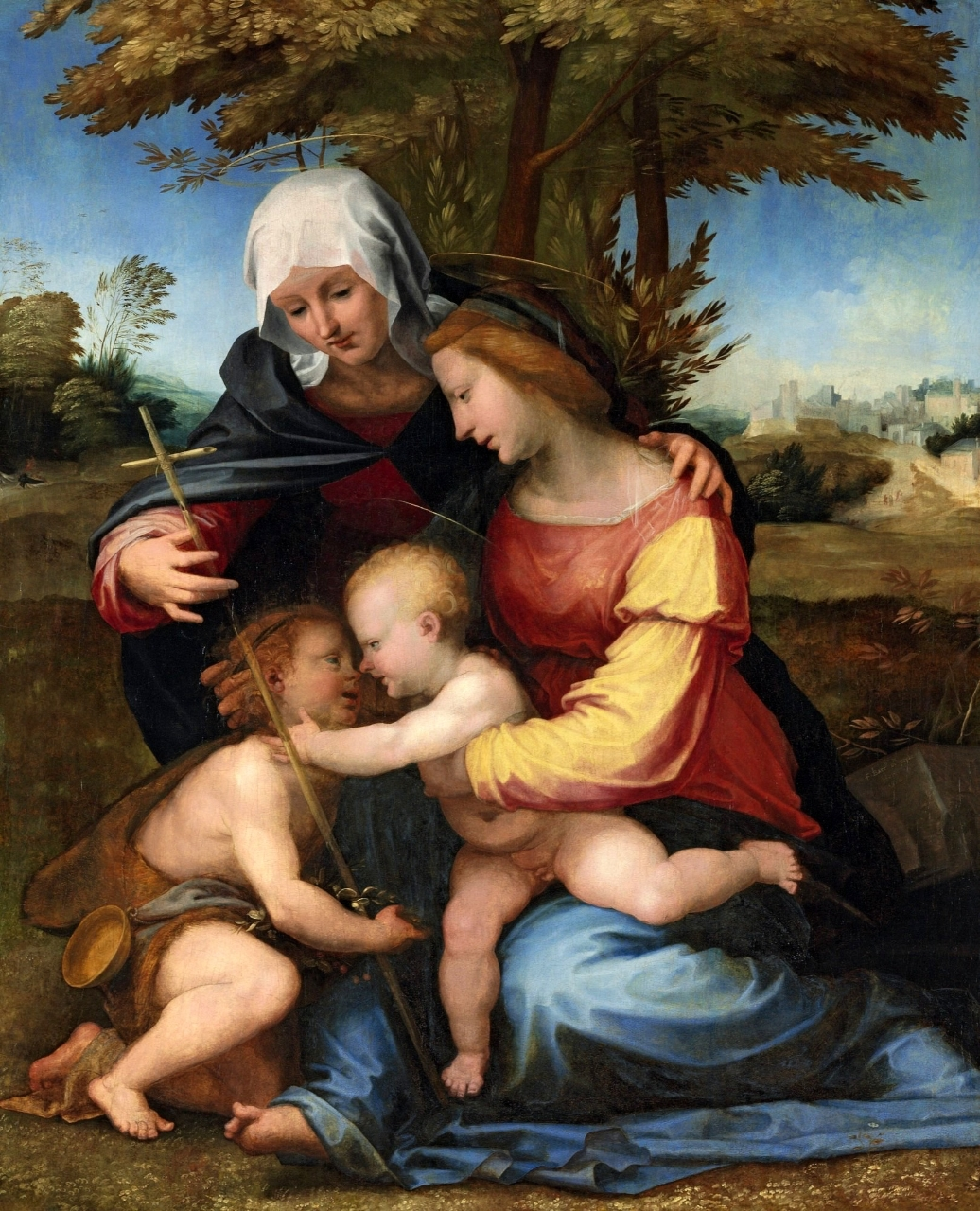
Maria en de heilige Elisabeth met het Christuskind en de kleine Johannes de Doper, 1516, privéverzameling
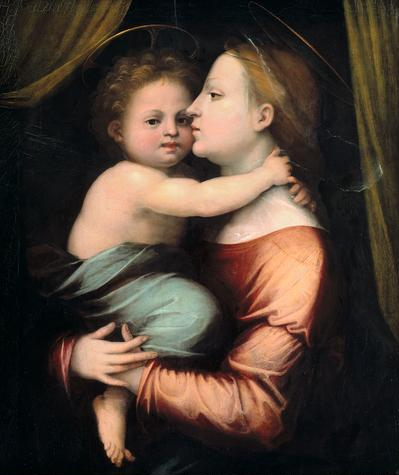
Maria met Kind, ca. 1514-1516, Kunsthistorisches Museum, Wenen
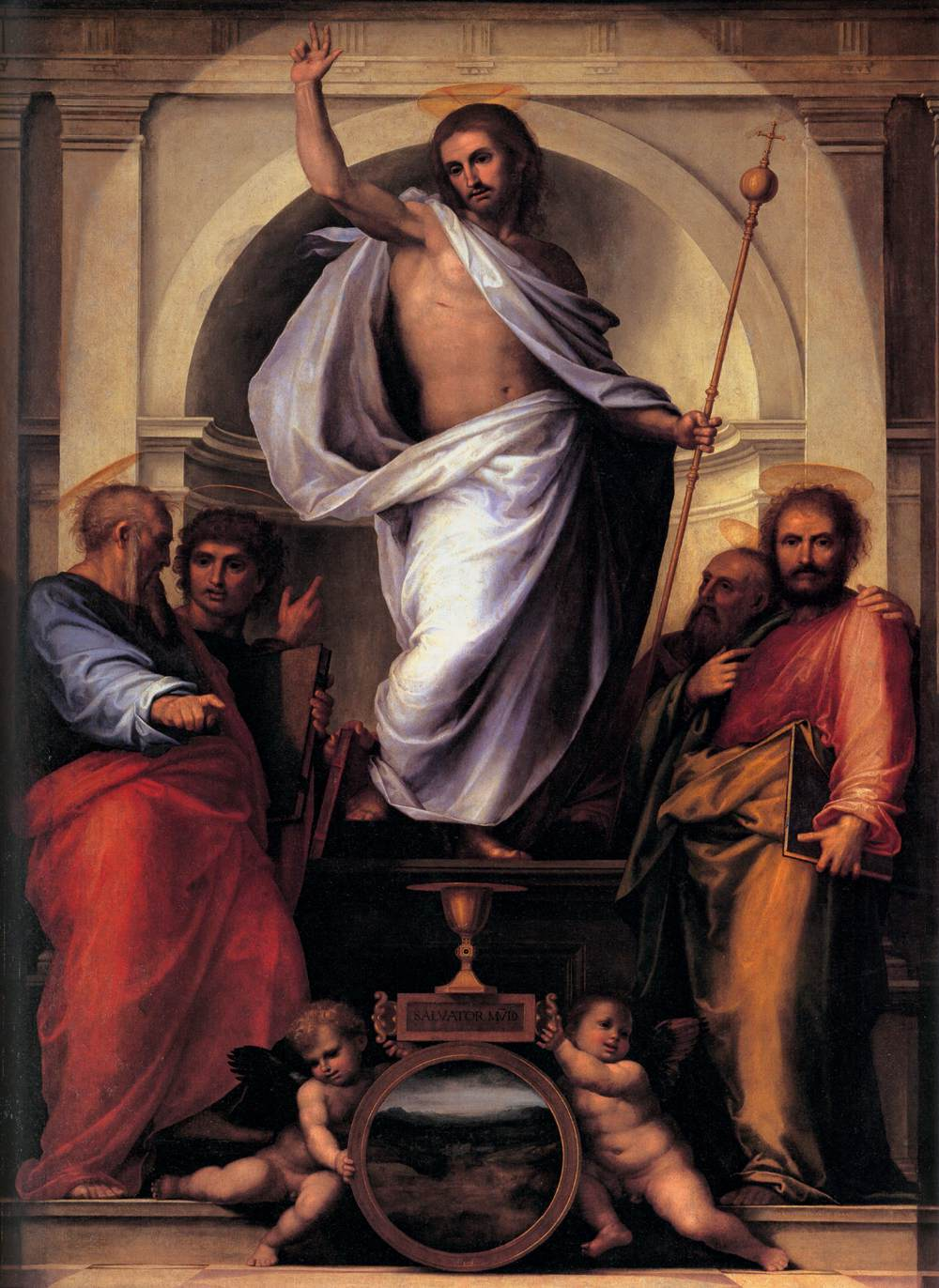
Salvator Mundi met de vier evangelisten, 1516, Palazzo Pitti, Florence
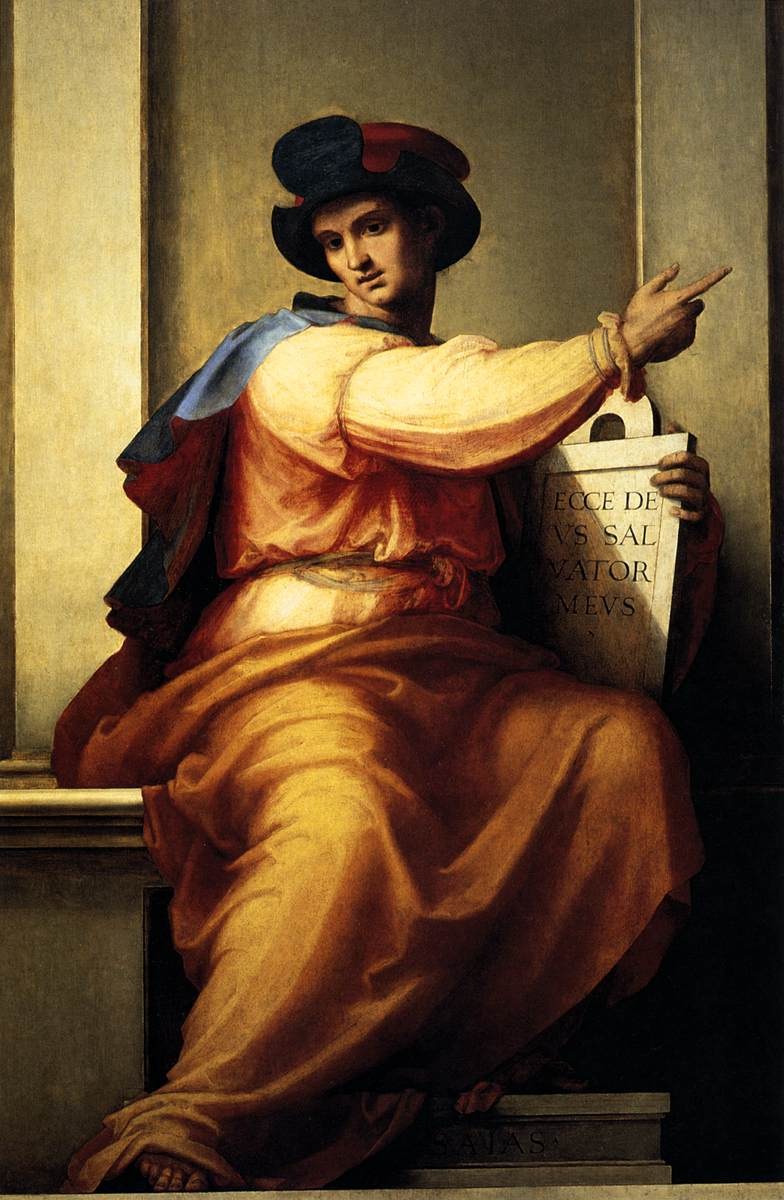
Jesaja, 1516, Galleria dell'Accademia, Florence
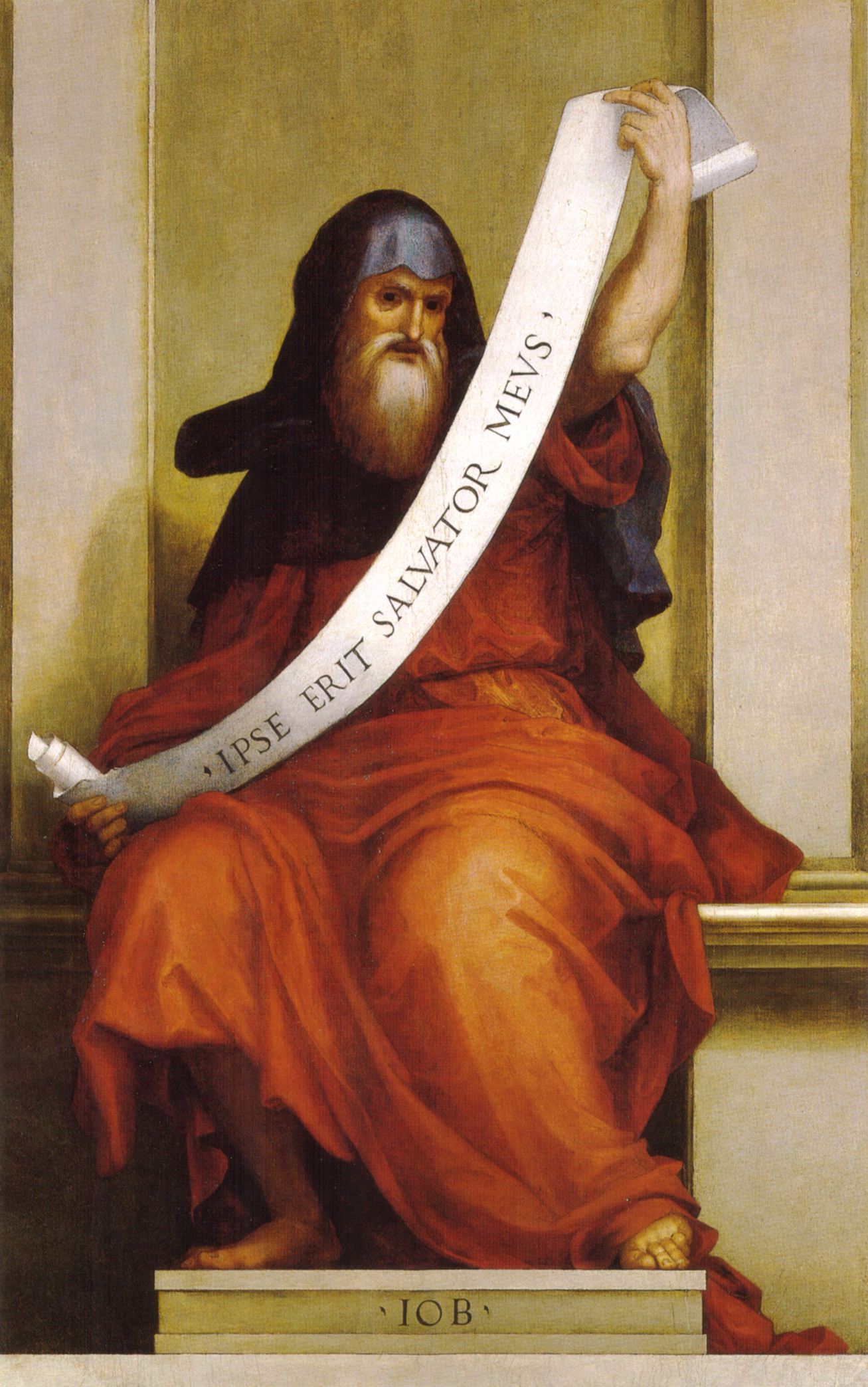
Job, 1516 Galleria dell'Accademia, Florence
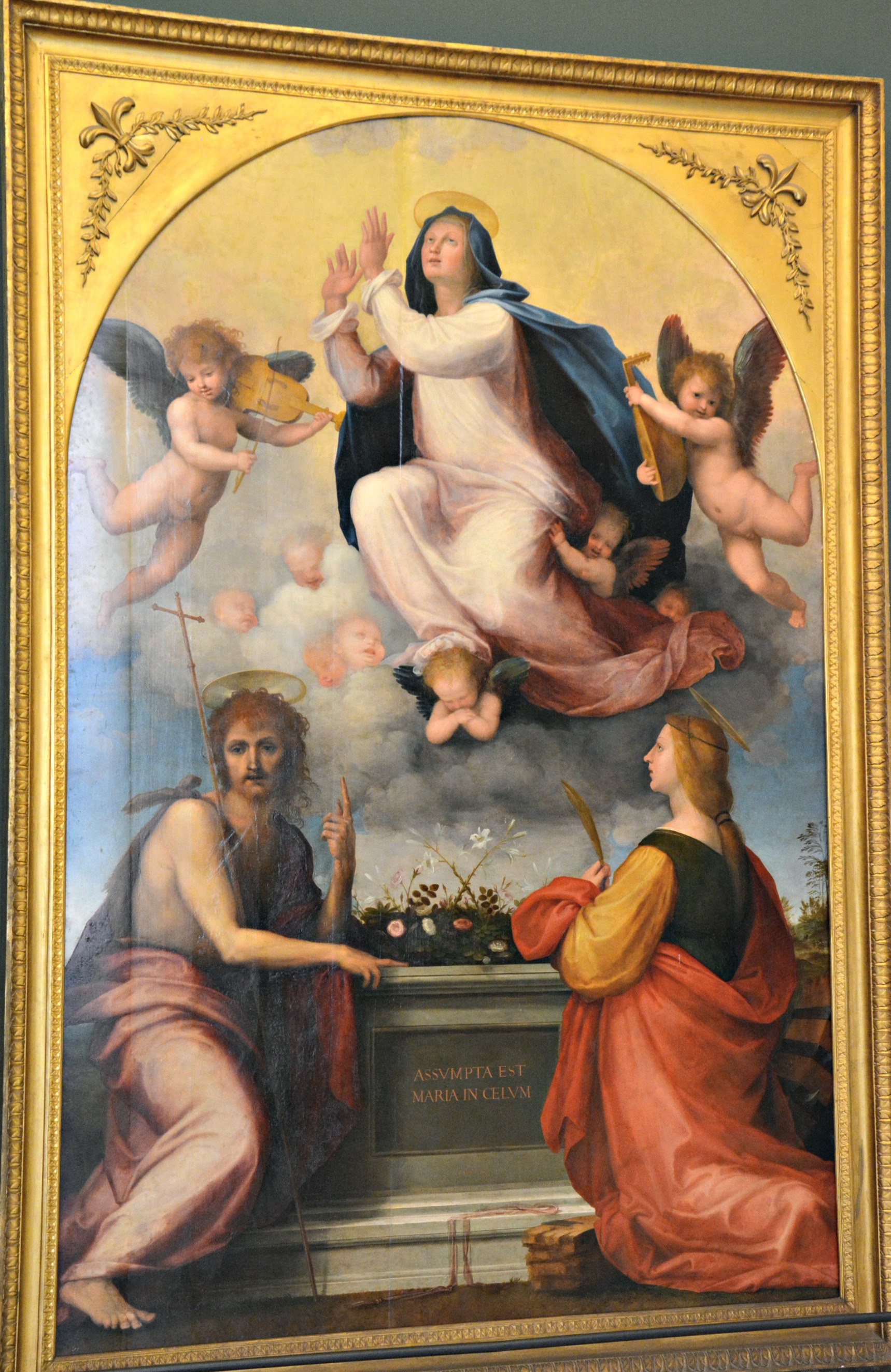
Maria-Tenhemelopneming met Johannes de Doper en Catharina van Alexandrië, 1516, Museo di Capodimonte, Napels
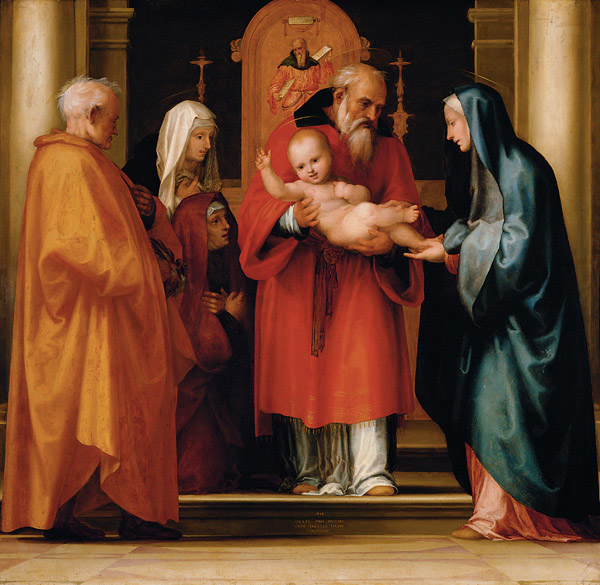
De presentatie in de tempel, 1516, Kunsthistorisches Museum, Wenen

### Tekeningen
Van de ruim 1100 tekeningen die van Fra Bartolommeo bewaard zijn gebleven, wordt bijna de helft - te weten 504 krijttekeningen en een pentekening – bewaard in het Museum Boijmans Van Beuningen in Rotterdam. De overige tekeningen bevinden zich onder andere in de Uffizi in Florence en het British Museum in Londen.

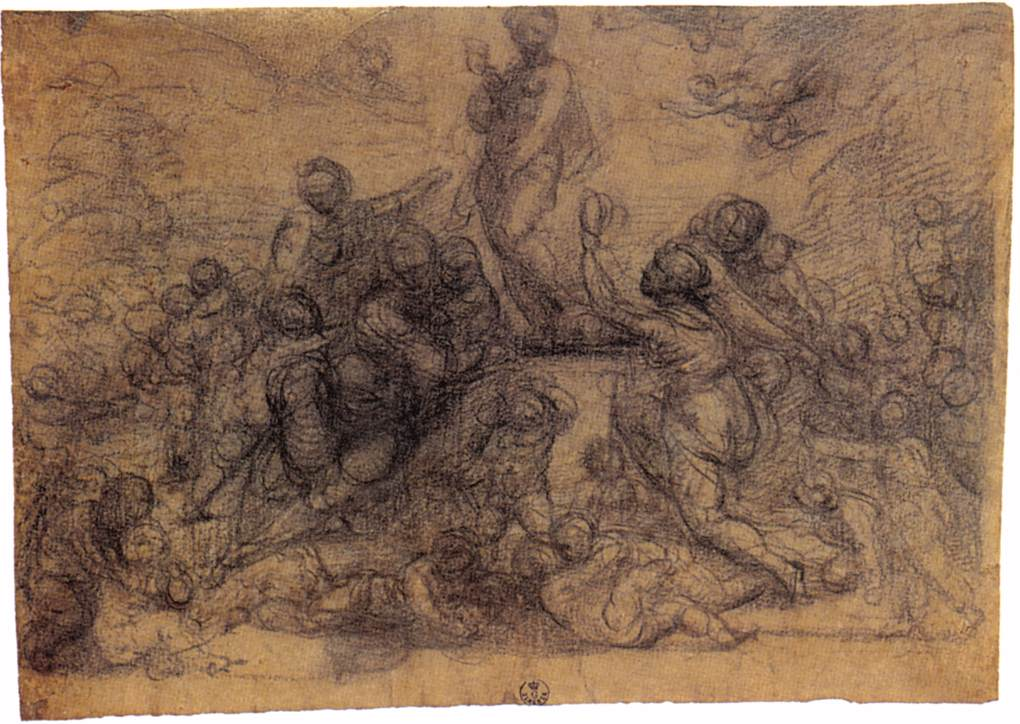
Triomf van Venus, 1516, zwart krijt, Uffizi, Florence